# Seebeck-effektus

Áramköri elrendezés, amiben Seebeck felfedezte a később róla elnevezett hatást. Az A és B különböző fémek, a T1 és T2 pontok különböző hőmérsékletűek. A V-vel jelölt feszültségmérő műszer a keletkező feszültséget méri

A Seebeck-effektus egy termoelektromos jelenség: ha két különböző fémet két helyen összekapcsolnak, és a kapcsolódási pontok különböző hőmérsékletűek, akkor a kapcsolódási pontok között elektromos feszültség keletkezik.

## Hasonló jelenségek
Több hasonló jelenség létezik, a Seebeck-effektus megfordítása a Peltier-hatás, amiben különböző fémeket összekapcsolnak, feszültséget adnak rájuk és a kapcsolódási pontok eltérő hőmérsékletet vesznek fel. Ez a hatás mozgó alkatrész nélküli hűtésre használható.
A Seebeck-effektus-hoz hasonló a Thomson-hatás.
A Seebeck-effektus nagyságrendje mikrovolt / kelvin. Például a réz- konstantán (45% Ni + 55% Cu) páros együtthatója 41 mikrovolt / kelvin szobahőmérsékleten.

## Története
1821-ben Thomas Johann Seebeck német fizikus észrevette, hogy ha két különböző fém érintkezési (vagy forrasztási, hegesztési) helyei, az úgynevezett melegpont, valamint a szabad végek (hidegpont) különböző hőmérsékletűek, akkor a melegponton elektromotoros erő támad. Az így fellépő elektromotoros erő nagysága függ a két fém anyagától, valamint a melegpont és hidegpont közötti hőmérséklet-különbségtől.
Ha a hidegpontokra valamilyen terhelést, például kijelzőműszert kötnek, akkor a már zárt körben elektromos áram folyik. A hőmérséklet-különbséggel az áram nagysága közel arányosan növekszik a két fémre jellemző összefüggés szerint. Az áram iránya megváltozik, ha a melegpontot hűtik. A keletkező elektromotoros erő csak nyitott kapcsoknál valós értékű. A terhelés függvényében az átfolyó áram a belső ellenállásán átfolyva, azon feszültségesést okoz, így a hidegponton megjelenő feszültség ennyivel kisebb értékű lesz. Célszerű a méréshez nagy belső ellenállású műszert választani, ami a mérendő kört kevésbé terheli.

## Összefüggések
A keletkező V feszültség kifejezhető mint:
{\displaystyle V=\int _{T_{1}}^{T_{2}}\left(S_{\mathrm {B} }(T)-S_{\mathrm {A} }(T)\right)\,dT,}
ahol
SA és SB a két anyag termikus együtthatója
T1 és T2 a kapcsolódási pontok hőmérséklete
A Seebeck-effektus nemlineáris a hőmérséklet függvényében. Függ az elektromos vezetők abszolút hőmérsékletétől, anyagától és molekuláris felépítésétől. Ha a Seebeck-együtthatók konstansnak tekinthetők a vizsgált hőmérsékleti tartományban, akkor a képlet az alábbi alakban közelíthető:
{\displaystyle V=(S_{\mathrm {B} }-S_{\mathrm {A} })\cdot (T_{2}-T_{1}).}

## Felhasználása
Az úgynevezett hőelektromos feszültségi sor tiszta fémek esetén a következő - Bi, Ni, Hg, Pt, Au, Cu, Sn, Pb, Ag, Fe, Sb. A fellépő elektromotoros erő annál nagyobb, mennél messzebb vannak a fölhasznált fémek egymástól a sorozatban. Bár a fellépő elektromotoros erő nagysága nem függ a két fém geometriai méreteitől, a belső ellenállása viszont igen, ezért az így készülő hőelemeket különböző átmérőjű anyagokból gyártják. A melegpont melegítésekor az az ág lesz pozitív a másikhoz képest, amelyik a sorban hátrább helyezkedik el. Két különböző fémből készült pálca, mely egy-egy végével egymáshoz van forrasztva, hőelektromos elemet vagy termoelemet alkot; több ilyen elemnek különnemű végeit összeforrasztva, vagy hegesztve hőelektromos cellát kapunk. A pálcákat a forrasztási helyeken kívül szigetelő anyag választja el.
A Seebeck-effektus például hőmérséklet-különbség mérésére használható, ha a csatlakozási pontok egyikének hőmérséklete ismert és a másik csatlakozási pont hőmérséklete meghatározandó.
Ismeretlen fémötvözet összetétele behatárolható a termoelektromos hatása alapján, ha több ötvözettel össze lehet a méréseket hasonlítani. Ezt a fémiparban a gyakorlatban is alkalmazzák.
Elektromos energia termelésére termoelektromos generátor hozható létre vele, amit elsősorban az űripar használ olyan helyeken, ahol kevés lenne a napelem által előállítható energia. Olyan földrajzi ponton is hasznosítható, ami hideg környezetben van, távol van az elektromos hálózattól, és kevés napfény éri.